# Meyah Don
Meyah Don (* 1976; bürgerlich Tim Hirschfeld; auch bekannt als Pflanzenmensch, Major Dorn oder Ranger Storm) ist ein deutscher Rapper. Er ist seit 1992/1993 im Berliner Untergrund aktiv.

## Karriere
Bei jahrelangen Freestylesitzungen lernte Meyah seine zukünftigen Crewpartner Gris und Estess kennen. Zusätzlich ergaben sich aus alter Freundschaft musikalische Kooperationen mit Kool Savas’ DJ Nikon, Royal-Bunker-Hausproduzent Big Bennay sowie dem heutigen festen Hornflex-DJ DJ Fiks.
Als Erster der Schöneberger Clique veröffentlicht Meyah Don im Jahr 2000 zuerst im Eigenvertrieb, dann über Royal Bunker sein Debütalbum Pflanzenmensch, das komplett im heimischen Wohnzimmer aufgenommen und gemastert wurde. Auf diesem Album befinden sich keine Features, auch auf Grund eines Streits mit Hornflex zur besagten Zeit.
Unabhängig von seinem Studium der Agrarwissenschaften war Meyah auf diversen Royal Bunker- und Independentveröffentlichungen vertreten, veröffentlichte 2001 mit Gris als „Hirnpflox“ das Album Zwei Hässliche in einer schönen Welt und legte 2002 mit seinem zweiten Soloalbum Über alles Grün nach, wobei er hier auch unter dem Pseudonym „Ranger Storm“ auftrat.
2006 erschien auf dem im gleichen Jahr von Meyah und einigen befreundeten Künstlern gegründeten Label Edit nach längerer Pause ein neues Soloalbum, welches Auf Neuen Wegen heißt.

## Stil
Meyah Dons Musik, zumeist am Akai MPC2000 entstanden, enthält soulige oder weiche Samples (insbesondere auf Pflanzenmensch) oder relativ archaische Synthesizer-Sounds. Aufgrund seiner Themenwahl, welche neben der geschädigten Umwelt und der Natur (auch unter metaphysischen Aspekten) oftmals auch Gesellschaftskritik behandelt ist er dem Conscious Rap zuzuordnen.

## Diskographie
- 2000: Pflanzenmensch
- 2001: Hirnpflox (Meyah Don & Gris) – Zwei Hässliche in einer schönen Welt
- 2002: Über Alles Grün
- 2003: Die Zeit Danach (Maxi)
- 2006: Auf Neuen Wegen
- 2009: Mit Herz und Seele
- 2011: (Meyah Don & Gris) – Immer noch ganz schön hässlich
- 2015: Aus dem Abseits
- 2016: (Team Avantgarde, Abroo, Boba Fettt, Headtrick, Gris, Meyah Don & Justus Jonas) – Possee (Juice CD No 134)